# 奥尔加农
奥尔加农(通:奧干農)
（英文： organum）是一种古老的歌唱形式，也是最原始的复调音乐形式。它起源于中世纪，以額我略聖歌（素歌）为基础，额外加入一个或多个声部，以加强和声的色彩。有时候根据音乐形式的不同，主旋律的下方会增加一个8度音作为低音声部，而主旋律的上方或下方相距四或五度处，通常还会添加一个平行旋律声部；这样的形式又叫作平行奥尔加农。奥尔加农这种复调形式属于“衬腔式复调”，因为由于副旋律与主旋律保持共同的骨干音，而并不具有真正独立的第二声部。